# Fernando Guillén
Pour votre fils, voir Fernando Guillén Cuervo.
Fernando Guillén, né le 29 novembre 1931 à Barcelone et mort le 17 janvier 2013 à Madrid, est un acteur espagnol.

## Biographie
La carrière professionnelle de Guillén débute en 1952. il travaille avec les compagnies de théâtre de Fernando Fernan Gomez et Conchita Montes, et plus tard dans le Théâtre national de Catalogne. Il fonde ensuite  sa propre compagnie de théâtre avec son épouse, l'actrice Gemma Cuervo. Il est le père des  acteurs : Fernando et Cayetana Guillén Cuervo.
En plus du théâtre, il a travaillé pour la télévision et le cinéma à partir de 1953 avec le film de Un dia perdido dirigé par José María Forqué.  Au cours des trois prochaines décennies, il est apparu dans plus de deux douzaines de films, la plupart du temps dans des rôles secondaires dans lesquelles son visage est devenu familier au public espagnol. Cependant, il est à la télévision où il a consolidé sa carrière en tant qu'acteur, ses débuts en 1958 avec l'adaptation de la pièce Cauchemar de William Irish.
En 1997, il reçoit la Médaille d'or du mérite des beaux-arts par le Ministère de l'Éducation, de la Culture et des Sports.

## Filmographie partielle
- 1954 : Un día perdido
- 1964 : Búsqueme a esa chica
- 1965 : Train d'enfer de Gilles Grangier
- 1971 : La decente
- 1971 : Vente a Alemania, Pepe
- 1979 : Un millón por tu historia
- 1980 : Los últimos golpes del Torete
- 1981 : El vicari d'Olot : M. Ramon
- 1983 : El caso Almería
- 1984 : El pico II
- 1986 : La estanquera de Vallecas
- 1987 : La Loi du désir de Pedro Almodóvar
- 1987 : La Russe de Mario Camus
- 1988 : Femmes au bord de la crise de nerfs de Pedro Almodóvar
- 1988 : Demasiado viejo para morir joven
- 1989 : La noche oscura
- 1989 : El mar y el tiempo
- 1989 : Sabbath: la luna negra
- 1990 : La punyalada
- 1990 : La telaraña
- 1990 : Continental
- 1991 : Martes de Carnaval
- 1991 : Don Juan en los infiernos
- 1991 : ¿Qué te juegas, Mari Pili?
- 1991 : Talons aiguilles (Tacones lejanos) de Pedro Almodóvar
- 1992 : El amante bilingüe
- 1993 : El aliento del diablo
- 1993 : Tirano Banderas
- 1993 : Action mutante
- 1993 : La fiebre del oro
- 1993 : ¿Por qué lo llaman amor cuando quieren decir sexo?
- 1993 : Tres palabras
- 1994 : Sálvate si puedes
- 1995 : La nave de los locos
- 1996 : Más allá del jardín
- 1996 : La leyenda de la doncella
- 1997 : La herida luminosa
- 1998 : El abuelo
- 1998 : Tout sur ma mère (Todo sobre mi madre) de Pedro Almodóvar
- 1999 : Operación Fangio
- 2000 : Año mariano
- 2000 : You're the One (una historia de entonces) de José Luis Garci
- 2002 : El florido pensil
- 2003 : Palabras encadenadas
- 2005 : Otros días vendrán
- 2008 : Sangre de mayo
- 2008 : 14, Fabian Road
- 2009 : Fuga de cerebros
- 2009 : A la deriva (es)
- 2010 : Ventanas al mar